# Das rote Zelt
Das rote Zelt (Originaltitel: russisch Красная палатка Krasnaja palatka und italienisch La tenda rossa) ist ein sowjetisch-italienisches Dokudrama des Regisseurs Michail Kalatosow aus dem Jahr 1969. In den Hauptrollen sind Sean Connery, Claudia Cardinale, Hardy Krüger und Peter Finch zu sehen. Der Film startete am 30. Juli 1971 in Kinos in der DDR in der 158 Minuten langen sowjetischen Schnittfassung; die deutlich kürzere italienische (121 Minuten) lief ab 15. Oktober in eigener Synchronisation in bundesdeutschen Kinos.

## Handlung
Der Film behandelt das Drama des italienischen Luftschiffpioniers Umberto Nobile, der versucht hat, als erster Mensch mit einem Luftschiff den Nordpol zu erreichen und dort zu landen. Am 25. Mai 1928 macht das Luftschiff Italia eine Bruchlandung, die nur wenige überleben und nach Wochen gerettet werden. Viele Jahre nach dem Unglück erscheinen dem alternden Nobile im Schlaf die verstorbenen Beteiligten und sitzen über sein Verhalten zu Gericht. Der Film wechselt mehrmals zwischen der Erzählebene der Expedition und der Gerichtsverhandlung, die das Geschehen reflektiert.
Das Vorhaben ist zunächst erfolgreich, der Nordpol wird erreicht. Eine Landung ist jedoch wegen Sturm und dichtem Nebel nicht möglich, so dass Nobile gegen den Willen des Kapitäns anordnet, ohne Landung umzukehren. Auf dem Rückweg wird das Luftschiff durch gefrierenden Nebel, Gasverlust und einen Brand flugunfähig. Bei einer Bodenberührung wird die Kanzel abgerissen und die Hülle mit noch einigen Männern davongetrieben, die ohne Schutz und Nahrung alle ums Leben kommen.
Die Überlebenden aus der abgerissenen Kanzel retten sich in ein Mannschaftszelt, das sie rot anstreichen, um für Retter aus der Luft besser sichtbar zu sein. Als es ihnen nach zwei Wochen gelingt, einen Eisbären zu erlegen, ist der Mundvorrat gesichert. Doch die Rettungsaktionen gestalten sich wegen des Wetters sehr schwierig, zusätzlich ausgebremst durch einen feigen Kommandanten Romagna in Kongsfjord, dem Ausgangspunkt der Expedition, der sich vor Entscheidungen drückt und alles an seine Vorgesetzten in Rom delegiert.
Den Verunglückten gelingt es, ein Ersatzfunkgerät aus dem Gepäck zu reparieren und damit Notrufe zu senden, die schließlich von einem russischen Amateurfunker aufgefangen werden, so dass ihre Position bekannt ist. Der russische Eisbrecher Krasin, der größte Europas, macht sich auf den Weg, bleibt jedoch unterwegs mit Schraubenschaden liegen.
In Kongsfjord drängt die Krankenschwester Valeria den verwegenen Piloten Einar Lundborg zu Suchflügen und fordert später auch den Arktispionier Roald Amundsen dazu auf. Amundsen lehnt zunächst ab, tut ihr aber doch den Gefallen. Sein Flugzeug verunglückt am Wrack der Luftschiffhülle, er stirbt kurz nach seinem Piloten.
Bei den Überlebenden haben sich drei Männer aufgemacht, um Kongsfjord zu Fuß zu erreichen, was Nobile für aussichtslos hält. Er lässt sie jedoch ziehen, um den Frieden unter seinen Männern nach Möglichkeit zu wahren. Von den dreien kommt der Arzt Finn Malmgren ums Leben, die zwei anderen können bald auch nicht mehr weiter und warten darauf, gefunden zu werden.
Lundborg gelingt es schließlich, das rote Zelt zu finden, er kann jedoch immer nur einen Mann mitnehmen. Nobile will den am schwersten Verletzten zuerst ausfliegen lassen, doch Lundborg drängt ihn, selbst mitzufliegen: er müsse in Kongsfjord das Kommando übernehmen, damit es überhaupt weitere Rettungsflüge geben könne. Dieser Plan scheitert, da Nobile in Kongsfjord das Kommando entzogen wird – die Funkmeldung darüber, dass sich drei Mann zu Fuß aufgemacht hätten, war so aufgefasst worden, als habe Nobile sie bewusst auf den aussichtslosen Weg geschickt. Daher und wegen Wetterverschlechterung werden vorerst keine weiteren Männer ausgeflogen.
Die Männer werden schließlich von der mit halber Kraft fahrenden Krasin gerettet, ebenso die zwei überlebenden Fußgänger. Nobile steht unter scharfer Kritik dafür, dass er den aussichtslosen Fußmarsch der drei Männer nicht verhindert hat.
Die Gerichtsverhandlung kommt zu keinem klaren Urteil, da die Jury, bestehend aus Expeditionsteilnehmern und sonstigen Beteiligten, vollständig befangen ist und aufgelöst wird. Amundsen teilt Nobile unter vier Augen mit, ihm sei angesichts der Umstände kein Vorwurf zu machen. Er müsse nur noch sich selbst vergeben, dann habe er Frieden.

## Hintergrund
Die Handlung des Films basiert zu großen Teilen auf Tatsachen. So brach Roald Amundsen am 18. Juni 1928 als Leiter einer Rettungsexpedition für Umberto Nobile auf, dessen Luftschiff in der Arktis abgestürzt war, und kam dabei ums Leben. 
Der ZDF-Zweiteiler Sieben Wochen auf dem Eis, der 1967 ausgestrahlt wurde, basierte auf den gleichen Tatsachen. Regie führte dabei Fritz Umgelter nach einem Drehbuch von Helmut Pigge, die Hauptrollen spielten Günter Mack, Claus Biederstaedt, Günter Strack, Hellmut Lange, Volkert Kraeft und Werner Kreindl.

## Kritik
„Die missglückte Luftschiff-Polarexpedition des italienischen Generals Nobile im Jahr 1928 und die Suchaktionen nach den Überlebenden als Gegenstand eines technisch hervorragend gestalteten und prominent besetzten Abenteuerfilms mit melodramatischen Akzenten.“

„Aufwendiger, mitreißender Abenteuerfilm nach Tatsachen.“

## Auszeichnungen
- Golden Globe Award 1972: Nominierung in der Kategorie Bester ausländischer Film in englischer Sprache